# 1704 en science
| Années de la science : 1701 - 1702 - 1703 - 1704 - 1705 - 1706 - 1707    |
| Décennies de la science : 1670 - 1680 - 1690 - 1700 - 1710 - 1720 - 1730 |

Cet article présente les faits marquants de l'année 1704 en science.

## Publications
- Willem Bosman : Description précise de la côte de l'Or, de la côte d'Ivoire et de la côte des Esclaves[1].
- Daniel Defoe : The storm. Il décrit la grande tempête du début de décembre 1703, premier cas connu de journalisme météorologique.

- John Harris publie la première édition du Lexicon technicum (en), un dictionnaire encyclopédique des sciences.
- Isaac Newton : Opticks. Il y expose le résultat de ses expériences et les conclusions qu'il en tire. Il s'agit d'une contribution majeure à l'étude de l'optique et de la réfraction de la lumière.
- Pierre Viollier : Introduction à la géographie universelle : ou méthode pour apprendre, d'une manière facile et agréable, les éléments de cette science, par des cartes, et par des vers, qui décrivent les États et les villes qu'elles [sic] contiennent, Genève, de Tournes (OCLC 81099628).

## Naissances

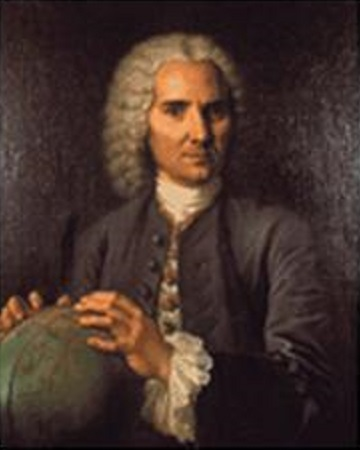
Louis Godin.

- 11 janvier : Giovanni Francesco Salvemini da Castiglione (mort en 1791), mathématicien et homme de lettres italien.
- 28 février : Louis Godin (mort en 1760), astronome français.
- Février Guillaume Le Blond (mort en 1781), mathématicien français.
- 4 juin : Benjamin Huntsman (mort en 1776), inventeur anglais d'une méthode de fabrication d'un acier au creuset.
- 17 juin : John Kay (mort en 1780), inventeur anglais de la navette volante de tissage.
- 31 juillet : Gabriel Cramer (mort en 1752), mathématicien genevois.
- 13 août : Alexis Fontaine des Bertins (mort en 1771), mathématicien français.
- 3 septembre : Joseph de Jussieu (mort en 1779), botaniste français.
- 9 octobre : Johann Andreas Segner (mort en 1777), mathématicien autrichien.
- 19 novembre : Richard Pococke (mort en 1765), anthropologue et explorateur anglais.
- Date précise inconnue : Jean-Jacques Langlois, mathématicien et ingénieur français.

## Décès

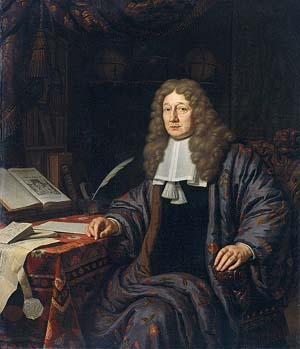
Johann van Waveren Hudde.

- 2 février : Guillaume François Antoine, marquis de L'Hôpital (né en 1661), mathématicien français.
- 15 avril : Johan Hudde (né en 1628), mathématicien néerlandais.
- 7 juillet : Pierre-Charles Le Sueur (né vers 1657), explorateur français.
- 20 novembre : Charles Plumier (né en 1646), botaniste et voyageur français.
- 22 décembre : Paolo Silvio Boccone (né en 1633), botaniste italien.